# Plínio Leite
Plínio Ribeiro Baptista Leite (Rio de Janeiro, 22 de abril de 1904 — , ) foi um médico e professor brasileiro, fundador do Colégio Plínio Leite (em 1929), em Niterói, no estado do Rio de Janeiro, e das Faculdades Integradas Plínio Leite, antecessora do Centro Universitário Plínio Leite (UNIPLI). Era casado com a professora Margarida Waldman Leite, sua parceira no seus empreendimentos educacionais.
No ano de 1929, o casal Plínio Leite inaugura o primeiro prédio em Petrópolis. Mais tarde, no ano de 1945, instala-se no município de Niterói, destacando-se como um colégio de ponta. Em 1937 expandiu-se para Três Rios onde funcionou até 1942. Em 1940 os fundadores adquiriram o Colégio Carvalho de Niterói, com sede na Rua Visconde de Uruguai, 208. Em 1945 o Colégio de Petrópolis encerrou suas atividades e foi adquirido pelo Professor Carlos Werneck. Em 1955 foi iniciada a construção dos novos prédios do Colégio, em Niterói. Em 1961 o colégio construiu o primeiro ginásio escolar esportivo da cidade. Em 1965 o casal Plínio Leite fundou a Associação Educacional Plínio Leite com o objetivo de perpetuar sua obra, mantendo também cursos de nível superior.
Fundou a Faculdade de Ciências Econômicas e Administrativas de Niterói, a atual Faculdade de Economia da UFF.
É homenageado com a Rua Professor Plínio Leite, importante via no centro de Niterói, por onde passam os ônibus que se dirigem ao Terminal Rodoviário João Goulart, margeando a Praça Popular do Caminho Niemeyer, na área do Aterro da Praia Grande.
Em 2001, o Colégio Plínio Leite se expandiu para uma unidade em São Gonçalo.